# Arquitectura metafòrica
L'arquitectura metafòrica és un moviment arquitectònic que es desenvolupà a Europa durant la meitat del segle XX. Tot i que alguns el consideren un altre aspecte de la postmodernitat, altres opinen que n'és un moviment a part i un desenvolupament posterior de l'arquitectura expressionista.

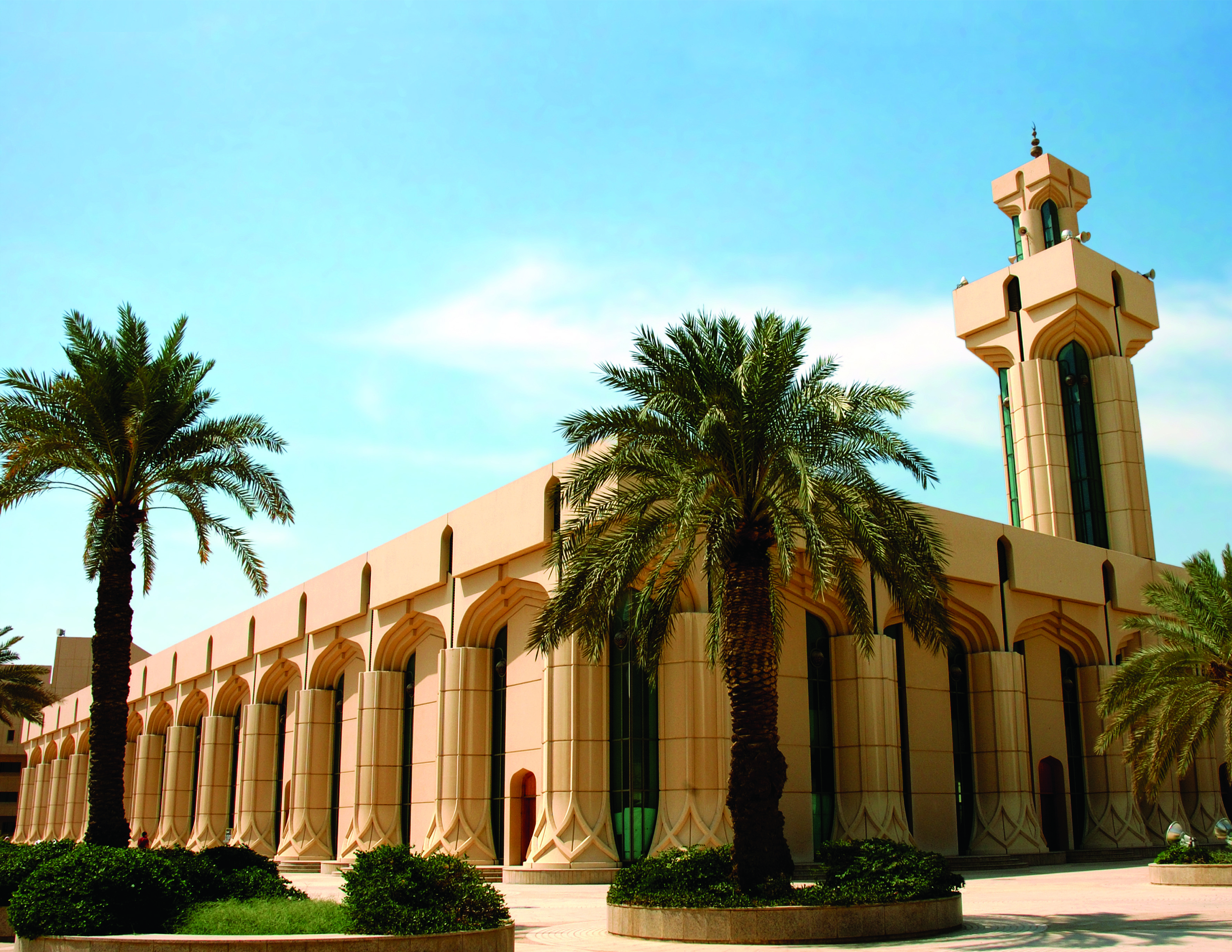
La Mesquita de la Palmera, Riad

## Característiques
L'estil es caracteritza per l'ús de l'analogia i la metàfora com a inspiració i direcció del disseny. Alguns exemples coneguts en són la mesquita de la Palmera a la Universitat Rei Saud a Riad per Basil Al Bayati, basada en la forma d'una palmera; el Temple del Lotus a Nova Delhi per Fariborz Sahba, basat en la flor del lotus, la terminal 5 de la TWA de Nova York per Eero Saarinen, inspirat en la forma de les ales d'una au, o l'Òpera de Sydney, a Austràlia, de Jørn Utzon, que s'inspira en les veles dels vaixells del port.
Alguns arquitectes també han utilitzat una mateixa metàfora repetidament al llarg del seu treball com Le Corbusier i el motiu de la mà oberta. Això per a ell era un signe de «la pau i la reconciliació. Està oberta a donar i oberta a rebre». Un altre arquitecte que ha fet servir les metàfores de manera més profunda i complexa és l'arquitecte Daniel Libenskind, del qual hi ha un projecte notable: el Museu Jueu de Berlín. En aquesta complexa obra, l'arquitecte dissenyà una sèrie d'espais la intenció dels quals és transmetre sentiments de l'holocaust jueu, d'una manera metafòrica; com per exemple el "Jardí de l'Exili", un espai quadrat compost per 49 columnes disposades en una quadrícula. Aquestes columnes buides foren farcides amb terra de Berlín menys la columna central, que s'emplenà amb terra de Jerusalem de Palestina, i a la part superior se'ls ha plantat vegetació.
Potser la veu més prominent del moviment d'arquitectura metafòrica a hores d'ara és Basil Al Bayati, els dissenys del qual s'inspiren en arbres i plantes, caragols, balenes, insectes, dervixos i fins i tot en la mitologia i la literatura. És el fundador de l'Escola Internacional d'Arquitectura Metafòrica a Màlaga (estat espanyol).

## Galeria dìmatges

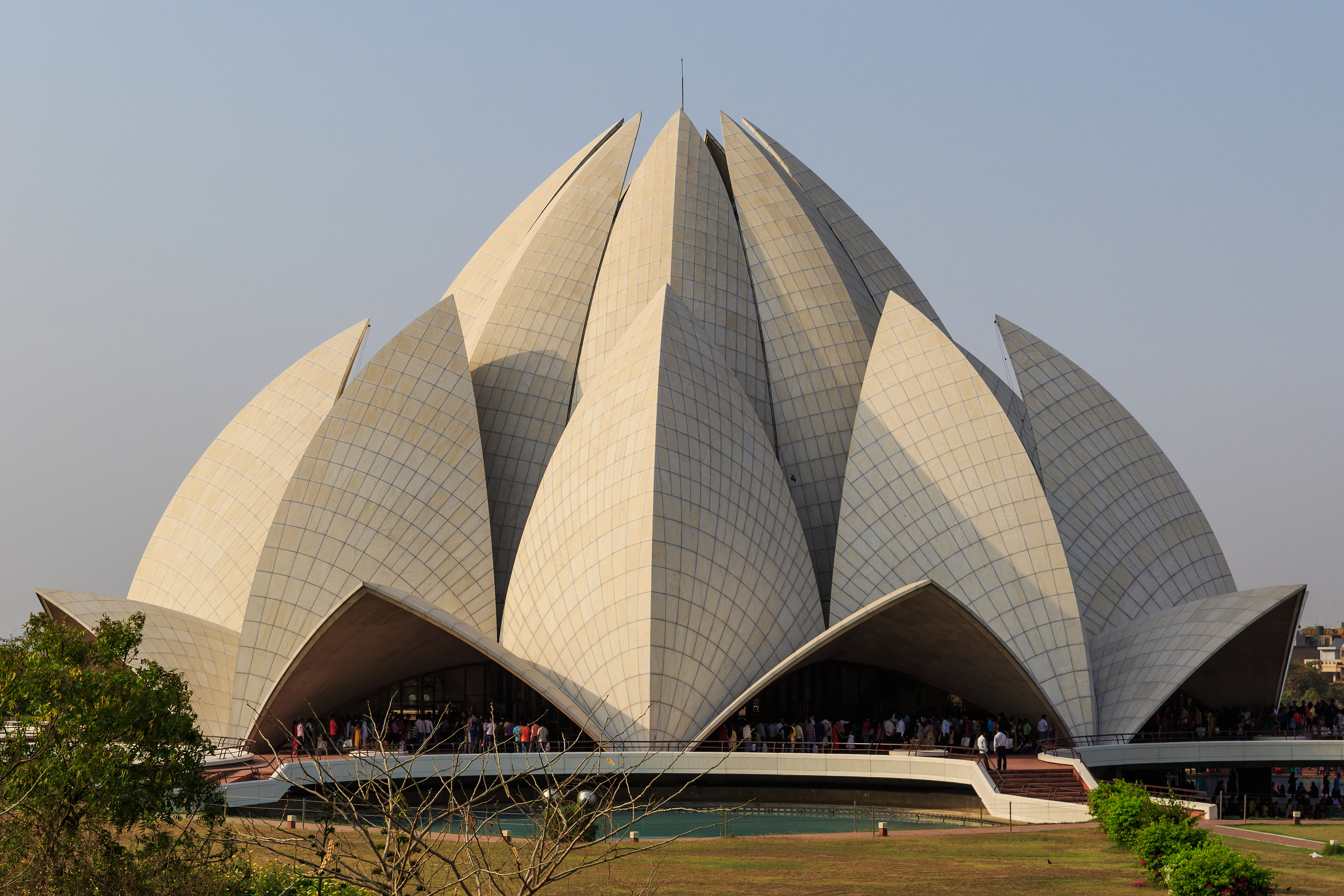
Temple del Lotus, Nova Delhi
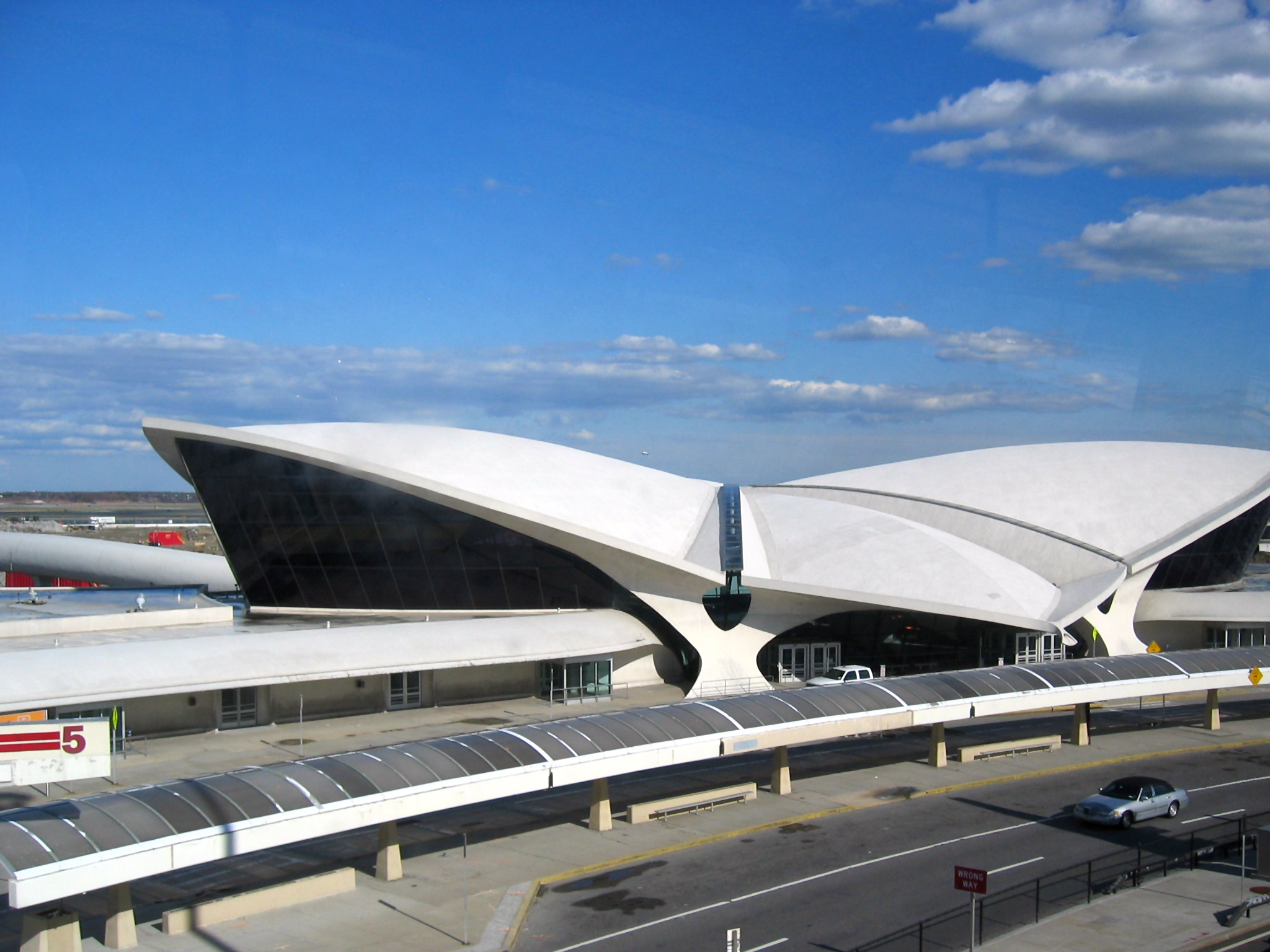
Terminal de la TWA, Nova York
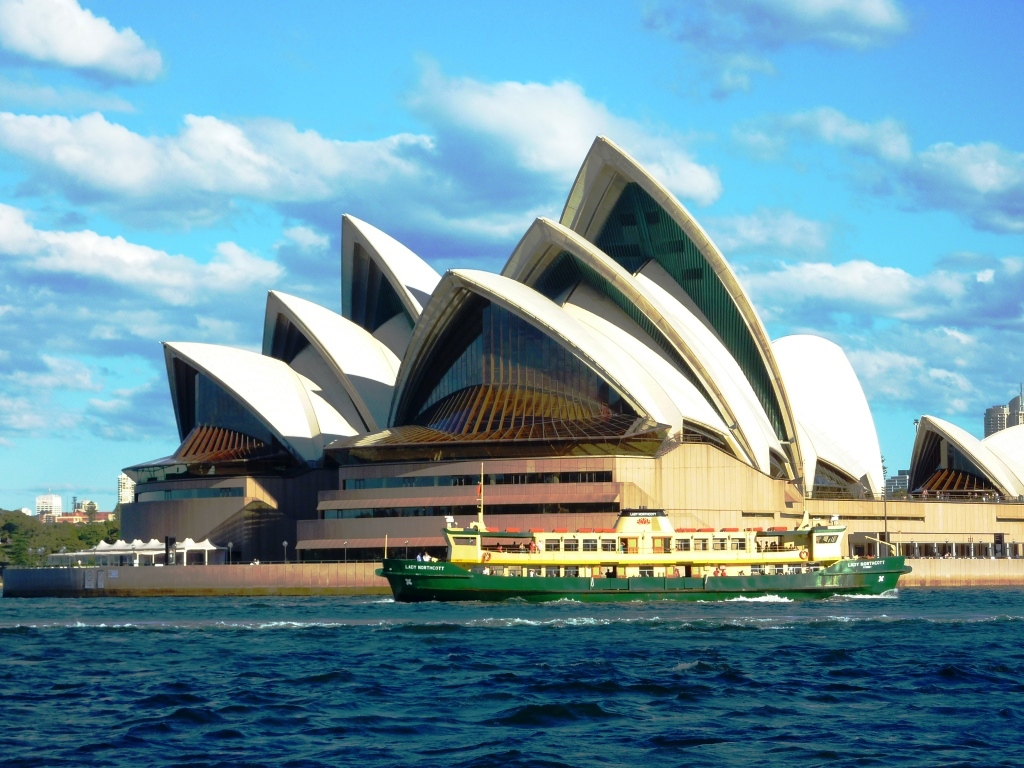
Casa de l'Òpera de Sydney, Austràlia

## Arquitectes metafòrics
- Eero Saarinen: Arquitecte estatunidenc d'origen finlandès. Nasqué a Kirkkonummi, Finlàndia. El seu pare fou el conegut arquitecte Eliel Saarinen. Quan tenia 13 anys, els seus pares emigraren als Estats Units.
- Le Corbusier: Arquitecte, urbanista, decorador i pintor de nacionalitat suïssa i naturalitzat francès.
- Jørn Utzon: Arquitecte danès, famós per haver projectat el Palau de l'Òpera de Sydney.
- Basil Al Bayati: Arquitecte iraquià.